# Hypancistrocerus dentiformis
Hypancistrocerus dentiformis är en stekelart som först beskrevs av Fox 1902.  Hypancistrocerus dentiformis ingår i släktet Hypancistrocerus och familjen Eumenidae. Inga underarter finns listade i Catalogue of Life.